# 山井梨沙
山井 梨沙（やまい りさ、1987年11月10日 - ）は、日本の実業家・ファッションデザイナー。創立者の祖父・山井幸雄(1931〜92)、父・山井太に続く「スノーピーク」の3代目で、2022年9月に辞任するまでスノーピーク代表取締役社長であった。アパレルブランド「ヤマイ（YAMAI）」デザイナー。元スズキ社外取締役。佐渡国際芸術推進機構理事。Snow Peak Local Foods代表取締役CEO。

## 概要
- 1987年11月10日、新潟県三条市の出身[13][14]。新潟清心女子高等学校を卒業[15]。文化ファッション大学院大学(BFGU)ファッションデザインコース修士課程を修了〈第5期生〉。国内アパレルブランドでデザイナーアシスタントとして就業。
- 2012年8月、スノーピークに入社。
- 2013年9月、アパレル事業課マネージャー。
- 2014年にアパレル事業である「Snow Peak Apparel」を立ち上げ、デザイナーも務める。
- 2015年1月、アパレル事業部シニアマネージャー。
- 2016年1月、執行役員アパレル事業本部長に就任。東京に新拠点を開設[16]。
- 2018年2月、執行役員企画開発本部長に就任。
- 2019年1月、代表取締役副社長に就任。スノーピーク地方創生コンサルティング[17]取締役に就任。
- 2020年3月6日、春夏シーズンから新たなアパレルブランド「ヤマイ（YAMAI）」を発売[18][19][20][21][22]。
- 2020年3月27日、スノーピーク代表取締役社長に就任[23][24][25]。
- 2022年3月8日、Snow Peak Local Foodsを設立[26]。4月15日、三条市中野原〈旧下田村〉にFIELD SUITE SPA HEADQUARTERS〈建築:隈研吾〉を開業[27][28]。
- 2022年9月21日、既婚男性との交際及び妊娠を理由として、スノーピーク及びグループ会社の取締役の職務を辞任[6][29]。同日付けでスズキの社外取締役も辞任した[30][9]。

## 著書
- 『FIELDWORK ─野生と共生─』ISBN 978-4838731121マガジンハウス (2020年7月16日)

## 表彰
- 第3回「WWDJAPAN ネクストリーダー2020」[31][5]

## 出演番組
- NHKスペシャル「ウィズコロナの新仕事術」(2022年1月3日)[32]